# 2nd
2nd är en EP/singel av den finländska rockgruppen The Rasmus (då kända som bara "Rasmus"), utgiven i april 1996 på Warner Music Finland.
EP-skivan består av de två låtarna Myself och Postman, som båda senare hamnade på debutalbumet Peep i september samma år. Då 2nd inte innehåller lika många låtar som en EP brukar, beskrivs den ofta som en vanlig singel. Dock bör den snarare klassas som en slags mini-EP, eftersom "2nd" inte är en låttitel utan titeln på själva skivan. Som man hör på namnet är det en uppföljare till 1st. En liten skillnad är dock att 1st gavs ut innan bandet hade fått skivkontrakt med Warner Music, och var under den tiden mer eller mindre en demo.
Till skillnad från 1st var listan över medverkande personer tryckt på finska på omslaget.

## Låtlista
Alla låtar är skriva av The Rasmus.
1. Myself – 3:52
2. Postman – 2:37

## Utgivningsinfo
| Datum      | Format | Skivbolag                     | Katalognummer |
| ---------- | ------ | ----------------------------- | ------------- |
| April 1996 | CD     | Evidence/Warner Music Finland | 0630-14810-2  |

## Medverkande
The Rasmus:
- Lauri Ylönen – sång
- Eero Heinonen – bas
- Pauli Rantasalmi – gitarr
- Janne Heiskanen – trummor

Produktion/Övriga musiker:
- Teja Kotilainen – produktion, inspelning
- Alexi Ahoniemi – saxofon  på Postman